# Poliopastea ockendeni
Poliopastea ockendeni là một loài bướm đêm thuộc phân họ Arctiinae, họ Erebidae.